# Echague
Echague is een gemeente in de Filipijnse provincie Isabela in het noordoosten van het eiland Luzon. Bij de laatste census in 2007 had de gemeente bijna 68 duizend inwoners.

## Geografie

### Bestuurlijke indeling
Echague is onderverdeeld in de volgende 64 barangays:
| - Angoluan - Annafunan - Arabiat - Aromin - Babaran - Bacradal - Benguet - Buneg - Busilelao - Cabugao - Caniguing - Carulay - Castillo - Dammang East - Dammang West - Diasan - Dicaraoyan - Dugayong - Fugu - Garit Norte - Garit Sur - Gucab | - Gumbauan - Ipil - Libertad - Mabbayad - Mabuhay - Madadamian - Magleticia - Malibago - Maligaya - Malitao - Narra - Nilumisu - Pag-asa - Pangal Norte - Pangal Sur - Rumang-ay - Salay - Salvacion - San Antonio Minit - San Antonio Ugad - San Carlos | - San Fabian - San Felipe - San Juan - San Manuel - San Miguel - San Salvador - Santa Ana - Santa Cruz - Santa Maria - Santa Monica - Santo Domingo - Silauan Norte - Silauan Sur - Sinabbaran - Soyung - Taggappan - Tuguegarao - Villa Campo - Villa Fermin - Villa Rey - Villa Victoria |

## Demografie
Echague had bij de census van 2007 een inwoneraantal van 67.553 mensen. Dit zijn 6.452 mensen (10,6%) meer dan bij de vorige census van 2000. De gemiddelde jaarlijkse groei komt daarmee uit op 1,39%, hetgeen lager is dan het landelijk jaarlijks gemiddelde over deze periode (2,04%). Vergeleken met de census van 1995 is het aantal mensen met 11.434 (20,4%) toegenomen.

De bevolkingsdichtheid van Echague was ten tijde van de laatste census, met 67.553 inwoners op 680,8 km², 99,2 mensen per km².